# Nemestrinus mongolicus
Nemestrinus mongolicus är en tvåvingeart som först beskrevs av Paramonov 1951.  Nemestrinus mongolicus ingår i släktet Nemestrinus och familjen Nemestrinidae.
Artens utbredningsområde är Mongoliet. Inga underarter finns listade i Catalogue of Life.